# Жерноклеєв Олег Станіславович
Жерноклеєв Олег Станіславович ( нар. 4 квітня 1967) — український історик, доктор історичних наук (2007), професор (2011), завідувач кафедри всесвітньої історії Прикарпатського національного університету імені Василя Стефаника. Член Національної спілки краєзнавців України.

## Біографія
Народився 4 квітня 1967 року у місті Львів.
В 1984 р. закінчив із золотою медаллю Івано-Франківську середню школу № 3 та вступив на історичний факультет Івано-Франківського державного педагогічного інституту імені Василя Стефаника.
В 1985-1987 рр. служив у лавах збройних сил.
У 1991 році з відзнакою закінчив Івано-Франківський державний педагогічний інститут ім. В.Стефаника.
Трудовий шлях розпочав вихователем в Івано-Франківській обласній школі-інтернаті для дітей-сиріт.
В 1991-1994 рр. - аспірант кафедри історії України Прикарпатського університету імені Василя Стефаника.
У 1995 році захистив кандидатську дисертацію на тему: «Український соціал-демократичний рух у Галичині в кінці XIX — на початку XX ст.» (науковий керівник - професор О.Ю. Карпенко).
У 1995-1997 рр. - науковий співробітник Відділу регіональних проблем Інституту національних відносин і політології НАН України (нині – Інститут політичних і етнонаціональних досліджень ім. І.Ф.Кураса НАН України) та Прикарпатського університету ім. В. Стефаника.
З 1997 р. - асистент, старший викладач, доцент, а в 2003–2006 рр. – докторант кафедри всесвітньої історії Прикарпатського національного університету імені Василя Стефаника. 21 вересня 2007 року захистив докторську дисертацію на тему «Національні секції австрійської соціал-демократії в Галичині й на Буковині (1890 — 1918 рр.)» (Чернівецький національний університет імені Юрія Федьковича) (спеціальність „Всесвітня історія”, науковий консультант – доктор історичних наук, професор М.В.Кугутяк).
У 2006 р. обраний (2013 і 2021 р. переобраний знову) завідувачем кафедри всесвітньої історії факультету історії, політології і міжнародних відносин Прикарпатського національного університету імені Василя Стефаника, 2011 р. здобув учене звання професора.
Упродовж понад десятиліття О.С.Жерноклеєв був членом спеціалізованих учених рад для захисту кандидатських і докторських дисертацій К 20.051.05 та Д 20.051.05, є членом редколегій фахових наукових періодичних видань „Галичина” та „Вісник Прикарпатського університету. Історія” (відповідальний секретар останнього протягом 1999–2008 рр.), а також наукових часописів "Карпати: людина, етнос, цивілізація", "Карпатський край", "Студентські історичні зошити" та ін. Протягом багатьох років був також членом спеціалізованих учених рад із захисту докторських і кандидатських дисертацій у Чернівецькому національному університеті імені Юрія Федьковича та в Інституті українознавства імені Івана Крип'якевича НАН України (Львів). Входив до складу оргкомітетів багатьох міжнародних, всеукраїнських та регіональних наукових конференцій. Є членом Вченої ради Прикарпатського національного університету імені Василя Стефаника та вченої ради факультету історії, політології і міжнародних відносин цього ж університету.
Під науковим керівництвом проф. О.Жерноклеєва захищені одна докторська та 12 кандидатських дисертацій:
- Передерко Віталій Петрович – кандидатська дисертація «Галичина в політиці Російської імперії (1900–1914 рр.)» (21.12.2007)
- Гранат Юлія Станіславівна – кандидатська дисертація «Етноконфесійні процеси в Автономній Республіці Крим» (21.10.2008)
- Пунько Лідія Богдана – кандидатська дисертація «Етноконфесійні процеси в Галичині (1919–1939 рр.)» (9.06.2009)
- Адамович Сергій Васильович – докторська дисертація «Соборність та регіональний розвиток у суспільно-політичному житті незалежної України» (13.09.2011)
- Гаврилишин Петро Михайлович – кандидатська дисертація «Імміграційна політика Італійської Республіки в 1990–2011 рр. (На прикладі української імміграції)» (30.11.2012)
- Клим’юк Уляна Богданівна – кандидатська дисертація «Ідея польської державності в суспільно-політичному житті Галичини в роки Першої світової війни» (21.02.2014)
- Нащочин Оксана Миколаївна – кандидатська дисертація «Польсько-французькі відносини в контексті євроінтеграційної політики Польщі (1993‒2004 рр.)» (12.12.2018)
- Розлуцький Назарій Васильович – кандидатська дисертація «Боротьба радянського режиму проти українського визвольного руху на території Станіславської області (1944–1956 рр.): військовий аспект» (26.12.2018)
- Горбенко Алла Сергіївна – кандидатська дисертація «Соціальна діяльність Католицької Церкви серед іммігрантів у Італії в 1991−2013 рр.» (31.05.2019)
- Зварич Роман Васильович – кандидатська дисертація «Суд і судочинство в національній політиці Другої Речі Посполитої (на прикладі Станиславівського воєводства)» (04.10.2019)
- Гуменяк Андрій Романович – кандидатська дисертація «Домініканський орден у Львівській архідієцезії в другій половині ХІХ – середині 40-х років ХХ ст.» (20.10.2020)
- Яцків Оксана Ярославівна – кандидатська дисертація «Жіночі осередки францисканства в Галичині у другій половині ХІХ – на початку ХХ ст.: структура, соціальні характеристики, суспільна роль» (06.05.2021)
- Петраш Андрій Ігорович – дисертація доктора філософії з історії та археології: «Товариство Ісуса у Львівській архідієцезії в 1852–1914 рр.: релігійно-культурна та суспільно-харитативна діяльність» (12.01.2024).

У 2009 - 2014 рр. О.С. Жерноклеєв - член Експертної ради з гуманітарних і соціальних наук Акредитаційної комісії України.
З січня 2020 до січня 2024 р. - голова Комісії з питань етики та академічної доброчесності Прикарпатського національного університету імені Василя Стефаника.
За час роботи у вищій школі розробив і викладав лекційні курси з історії України, історії Середніх віків, історії країн Азії та Африки в Середні віки, історичної географії світу, Нової історії країн Європи і Америки, історіографії всесвітньої історії, джерелознавства історії міжнародних відносин Нового й новітнього часу, методики викладання історичних дисциплін у вищій школі та ін.
Нагороджений грамотами Міністерства освіти і науки України як керівник переможця Всеукраїнського конкурсу студентських наукових робіт (перше місце, 2009),  Івано-Франківської обласної державної адміністрації та обласної ради (2007, 2019), Виконавчого комітету Івано-Франківської міської ради (2012), Прикарпатського національного університету імені Василя Стефаника (2000, 2005, 2017), Національної спілки краєзнавців України (2021). Диплом переможця обласного конкурсу «Краща книга Прикарпаття 2020» в номінації «Народознавство. Краєзнавство» (2021 р.). 
Лауреат Івано-Франківської обласної премії в галузі краєзнавства імені Володимира Полєка (2022). 
Учасник дослідницьких стипендіальних програм Республіки Австрія.
Як науковець займається дослідженням суспільно-політичних процесів в Австро-Угорщині кінця XIX — початку XX ст., історією соціал-демократичного руху в Галичині й на Буковині у складі Австро-Угорської монархії, етнополітичних процесів у Центрально-Східній Європі, історією Церкви, краєзнавством.
З 2005 р. належить до Третього Чину мирян Чернечої родини Воплоченого Слова.
Одружений. Має двох дітей – дочку і сина.

## Відомі учні
- Гаврилишин Петро Михайлович (2012) тема: «Імміграційна політика Італійської Республіки на прикладі української трудової еміграції (1991—2011 рр.)»

- Розлуцький Назар Васильович (2018) тема: «Боротьба радянського режиму проти українського визвольного руху на території Станіславської області (1944–1956 рр.)»

## Нагороди
- Диплом переможця обласного конкурсу «Краща книга Прикарпаття 2020» в номінації «Народознавство. Краєзнавство» (2021 р.)[2].
- Україна Лауреат премії імені Володимира Полєка 2022
- Подяка МОН України (наказ МОН України № 121-к від 21.04.2023)[3]

## Основні праці
- Олександр Карпенко – шлях до себе. До 100-річчя професора Олександра Юхимовича Карпенка. Монографія. За ред. В. Великочого, О. Жерноклеєва, І. Монолатія. Івано-Франківськ: Лілея-НВ, 2022. 336 с.
- Соловка Л., Жерноклеєв О. Крихівці / Крехівці : коріння, що воскрешає, оживляє, творить. Івано-Франківськ: Фоліант, 2020. 784 с., іл.
- Жерноклеєв О. Третій чин. Миряни в католицьких чернечих спільнотах : нариси історії. Івано-Франківськ: Фоліант, 2014 (2-й наклад – 2015). 232 с.
- Жерноклеєв О.С. Національні секції австрійської соціал-демократії в Галичині й на Буковині (1890–1918 рр.). Івано-Франківськ: ВДВ ЦІТ, 2006. 536 с.
- Жерноклеєв О. Українська соціал-демократія в Галичині: нарис історії (1899–1918). К.: Основні цінності, 2000. 168 с.
- Жерноклеєв О.С., Райківський І.Я. Лідери західноукраїнської соціал-демократії. Політичні біографії. К.: Основні цінності, 2004. 283 с.
- Згромадження Воплоченого Слова: чверть століття місії у світі, 1984–2009 / Автор ідеї та наук. ред. О.Жерноклеєв, гол. ред. с. М. Розп’яття Вандишева. Івано-Франківськ: Симфонія форте, 2009. 128 с. (у співавторстві).
- Національні меншини України у ХХ столітті: політико-правовий аспект. К.: Інститут політичних і етнонаціональних досліджень НАН України, 2000. 356 с. (у співавторстві).
- Соборність України: історія і сучасність / За ред. В.І.Кононенка, М.В.Кугутяка. Івано-Франківськ: Плай, 1999. 85 с. (у співавторстві).

## Див.також
Список професорів-істориків ПНУ імені В.Стефаника